# Moritz Höft
Moritz Höft (* 3. Dezember 1980 in Bremen) ist ein ehemaliger deutscher Leichtathlet. 
Er startete für den Sportclub Tegeler Forst e. V. in der LG Nord Berlin. 2007 gewann er etwas überraschend über 800 Meter bei den Deutschen Meisterschaften in Erfurt den Titel und konnte dabei den Favoriten René Herms besiegen. Seine Siegerzeit betrug 1:48,30 min. Allerdings hatte er im gleichen Jahr bei den Hallenmeisterschaften in Leipzig schon den dritten Platz errungen. 
Nach den Deutschen Meisterschaften 2008 gab Höft sein Karriereende bekannt, da der gelernte Mediziner während seines praktischen Jahres nicht mehr genügend Zeit zum Training haben wird.

## Bestleistungen
- 400 m 49:15 s – 2005
- 800 m 1:47:65 min – 2005
- 1500 m Halle 3:49:83 min – 2002